# Chlorid technecičitý
Chlorid technecičitý, TcCl4, je červená krystalická látka. Poprvé byl připraven v roce 1957 jako první binární halogenid technecia. Je to jediný stabilní chlorid technecia. Struktura je tvořena oktaedry TcCl6, které jsou spojeny hranou. Za vyšší teploty sublimuje, čehož lze využít k oddělení technecia od jiných kovů.
Chlorid technecičitý lze připravit reakcí kovového technecia s chlorem za teploty 300–500 °C:
Tc + 2 Cl2 → TcCl4
Další možností je reakce oxidu technecistého s tetrachlormethanem za vyšší teploty v zatavené ampuli:
Tc2O7 + 7 CCl4 → 2 TcCl4 + 7 COCl2 + 3 Cl2
Při teplotě 450 °C se rozkládá za vzniku TcCl3 a TcCl2.